# المرعى الأمريكي (محمية طبيعية)
المرعى الأمريكي هي محمية طبيعية تقع في وسط ولاية مونتانا بالولايات المتحدة الأمريكية، وهي قائمة على نظام بيئي من البراري ذات الأعشاب القصيرة مع ممرات هجرة وحياة برية أصلية. طُورت المحمية كمشروع خاص لمؤسسة البراري الأمريكية، وهي منظمة غير ربحية، بهدف الحفاظ على الحياة البرية الموجودة في تلك المنطقة. تغطي المحمية مساحة إجمالية قدرها 527,068 فدانًا (213,297 هكتارًا)، منها 140,552 فدانًا مسجلة و386,516 فدانًا مستأجرة من الأراضي العامة. تأمل المنظمة في توسيعها بشكل كبير من خلال الجمع بين الأراضي الخاصة والعامة. تتيح المؤسسة الوصول العام إلى أراضي المرعى الأمريكي لممارسة الأنشطة الترفيهية في الهواء الطلق مثل المشي لمسافات طويلة وركوب الدراجات الجبلية والصيد وصيد الأسماك. ويُعتبر النشاط الاقتصادي السائد في المنطقة هو تربية الماشية على مساحات الأراضي المنزلية إلى جانب المراعي المجاورة المستأجرة من الحكومة الفيدرالية. يُدعى مربي الماشية في المنطقة إلى الالتزام بالمعايير الصديقة للحياة البرية في مزارعهم، ويُطلب منهم اتباع قواعد محددة عند رعي ماشيتهم في أراضي المرعى الأمريكي. تطوّر مؤسسة البراري الأمريكية ضمن مساحات واسعة من المرعى الأمريكي قطيعًا من البيسون مع مراعاة الجينات الوراثية والحد من الانجبال الداخلي، مع السماح بالحركة الطبيعية للحيوانات البرية، مثل الظباء الأمريكية، كما يُرحّب بحيوانات مثل كلاب المروج للعيش وسط النباتات المحلية.